# Clermont-l'Hérault
Clermont-l'Hérault is een gemeente in het Franse departement Hérault (regio Occitanie). De plaats maakt deel uit van het arrondissement Lodève. Clermont-l'Hérault telde op 1 januari 2022 9.372 inwoners. 

## Geografie
De oppervlakte van Clermont-l'Hérault bedroeg op 1 januari 2022 32,49 vierkante kilometer; de bevolkingsdichtheid was toen 288,5 inwoners per km².

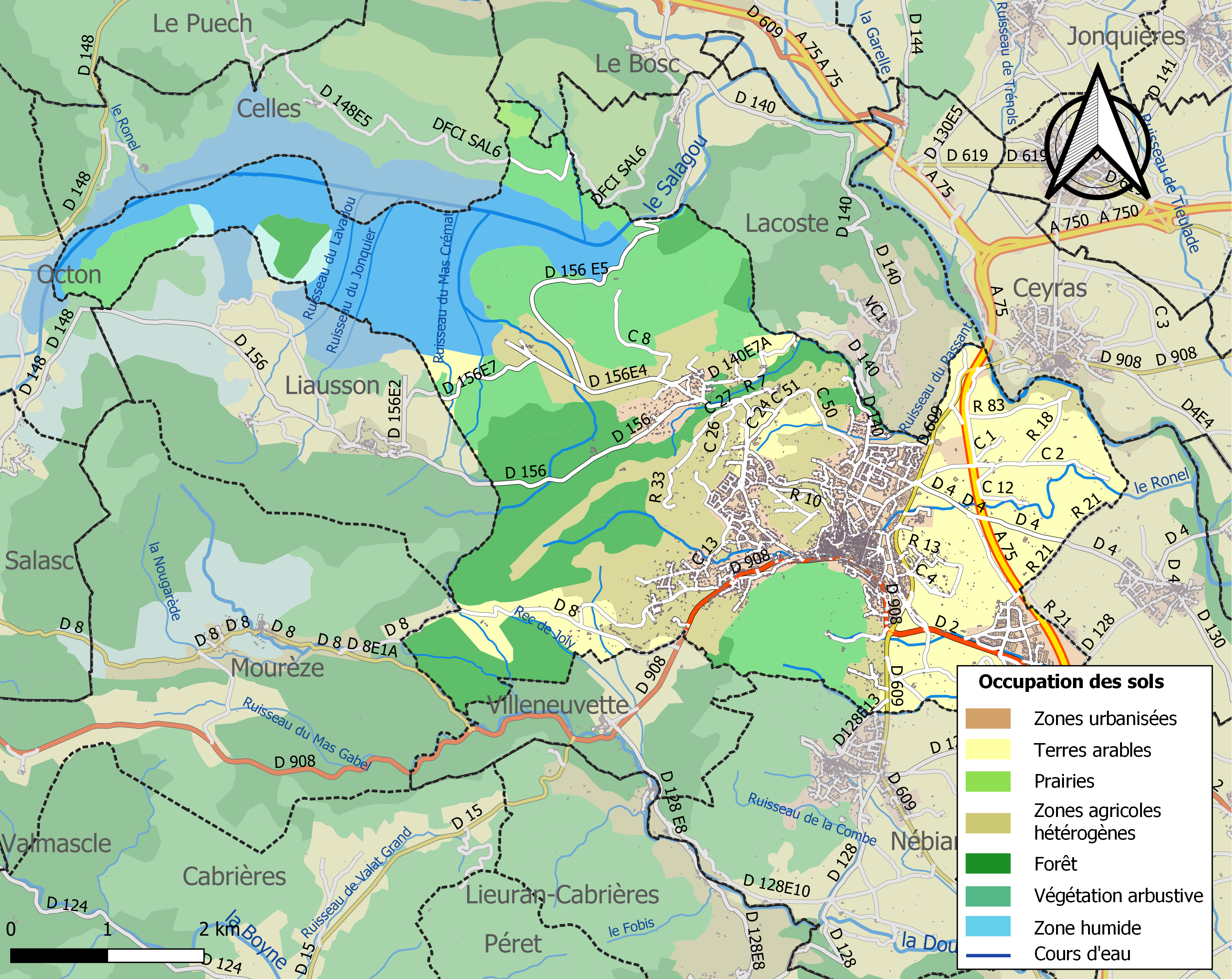
Kaart van de gemeente met belangrijkste infrastructuur, bodemgebruik en omliggende gemeenten

## Demografie
Onderstaande figuur toont het verloop van het inwonertal (bron: INSEE-tellingen).

## Afbeeldingen

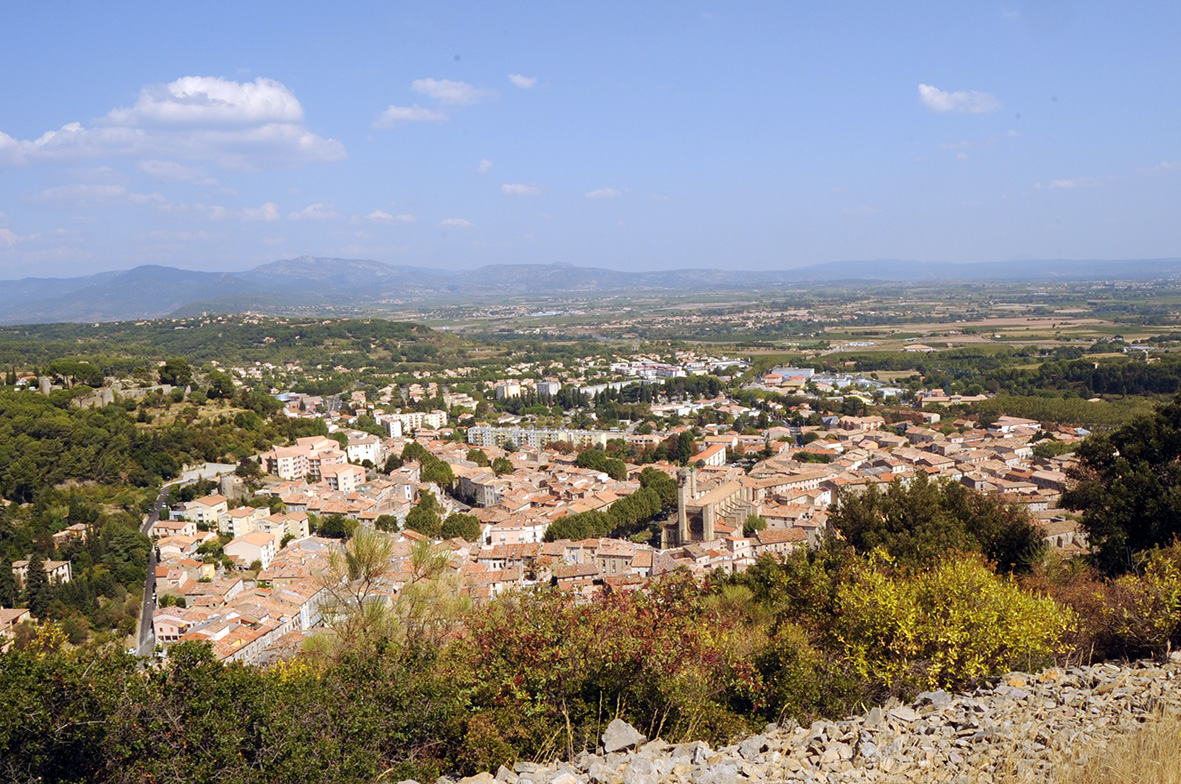
Gezicht op Clermont-l'Hérault
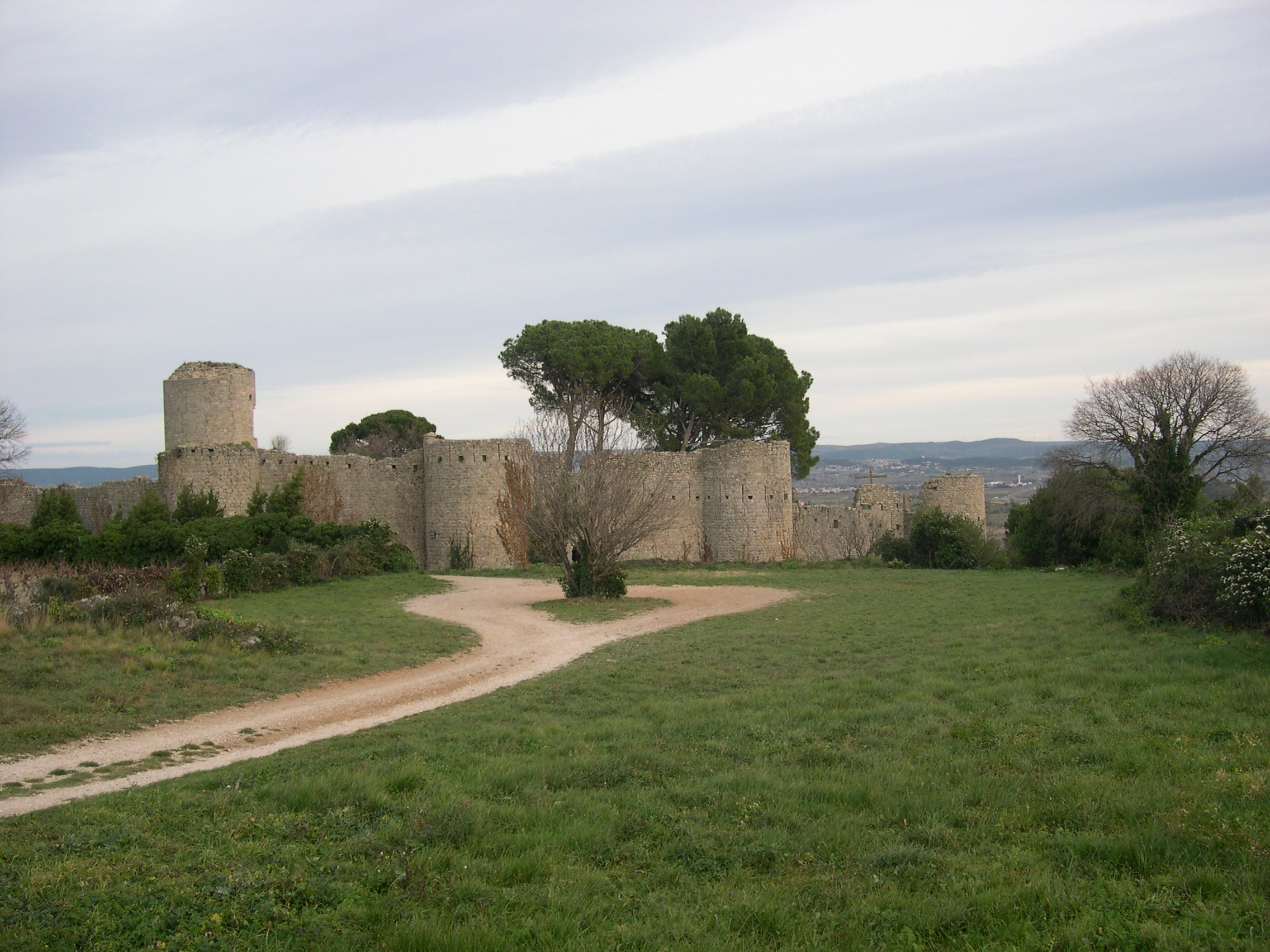
Château de Clermont-l'Hérault
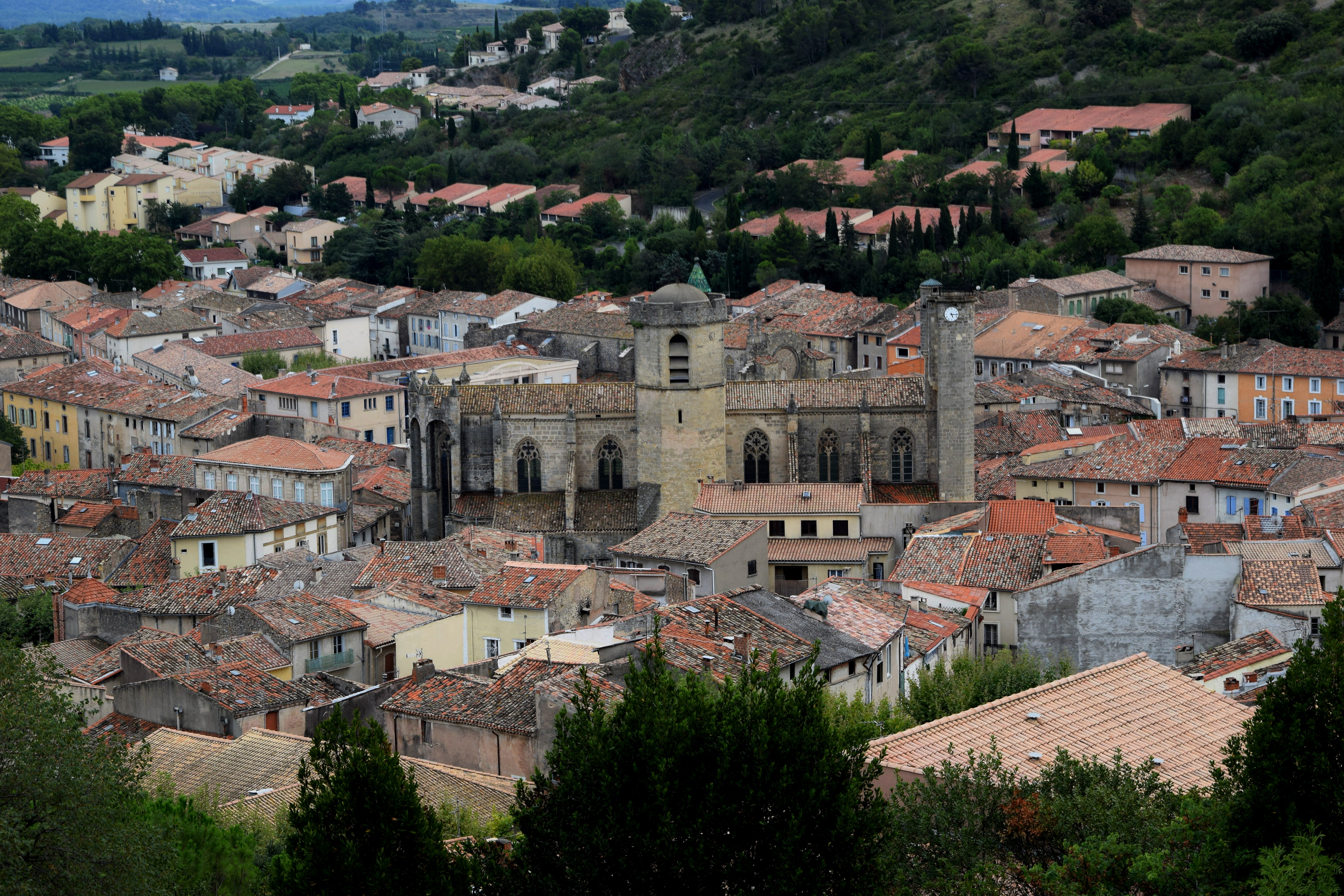
Collégiale Saint-Paul
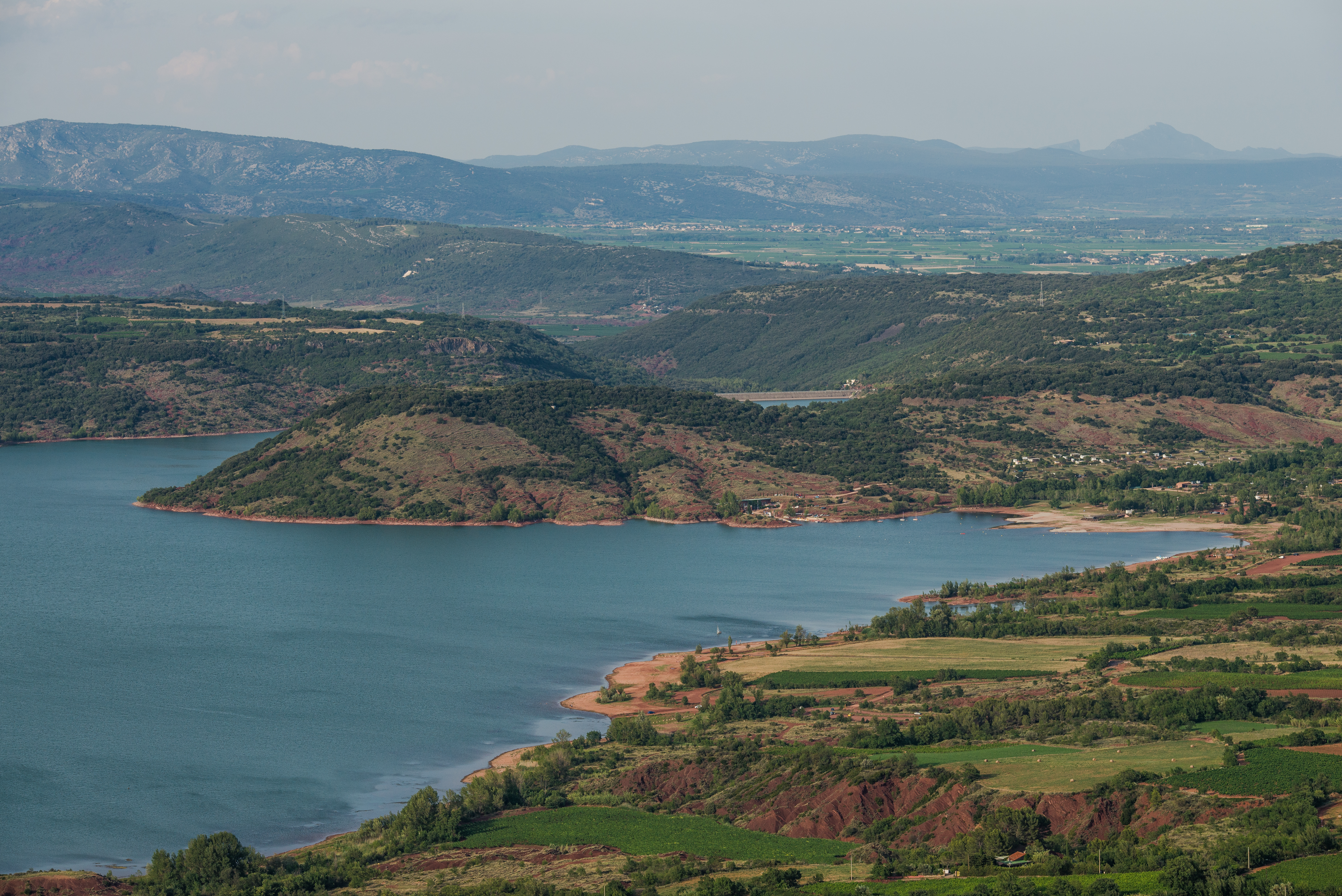
Lac du Salagou